# Giovan Battista Bottero
Giovan Battista Bottero (Nizza, 16 dicembre 1822 – Torino, 16 novembre 1897) è stato un giornalista e politico italiano.

## Biografia
Si laureò in medicina nel 1847, con la tesi di laurea, scritta in latino, De scorbuto, ma il suo maggiore interesse era per la causa della rivoluzione italiana e per il giornalismo. Nel 1848, il 16 giugno, in piena guerra del Piemonte contro l'Austria, fondò con Felice Govean e Alessandro Borella, il quotidiano « Gazzetta del Popolo ».
Con la fine della prima guerra d'indipendenza e dopo l'esperienza della Repubblica Romana, il morale dei patrioti italiani era a terra; il Piemonte in ginocchio. Per Bottero furono momenti di grande passione politica, fu lui, il 10 settembre 1849, tramite il suo giornale, a firmare il proclama agli elettori di Bobbio per la nomina a deputato di Giuseppe Garibaldi che nel frattempo, sfuggito alla cattura da parte degli austriaci, era entrato in Piemonte, arrestato a Chiavari e rinchiuso nel Palazzo Ducale di Genova.

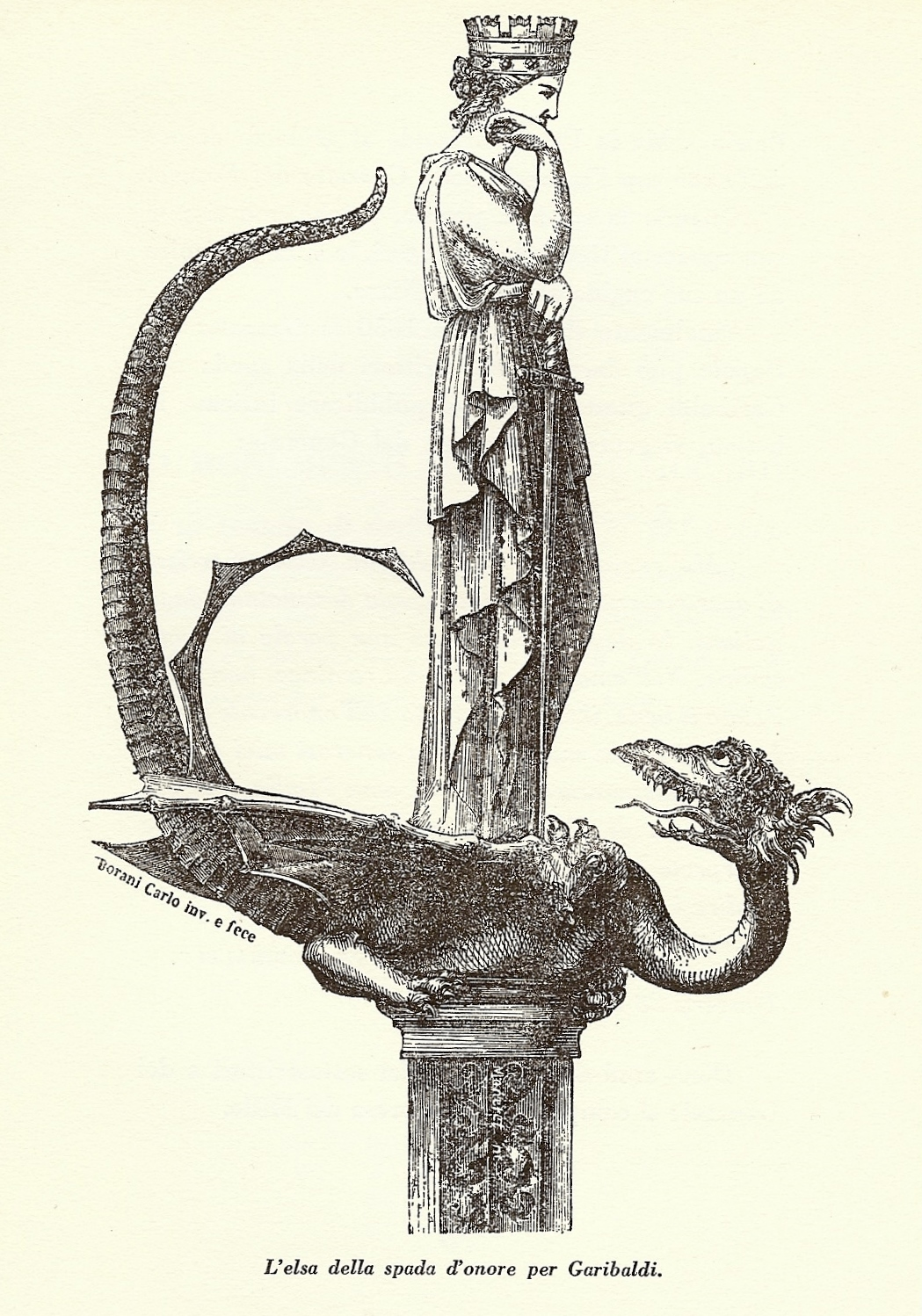
Particolare della spada

Il nuovo re di Sardegna, Vittorio Emanuele II, fu costretto a piegarsi al volere dell'Austria, ma la campagna a favore di Garibaldi orchestrata dalla « Gazzetta del Popolo » costrinse la Camera a votare una risoluzione a favore dell'eroe. Garibaldi fu lasciato libero ma costretto all'esilio.
Bottero e i suoi collaboratori, non potendo fare altro, il 14 gennaio 1850 lanciarono una sottoscrizione per una spada d'onore a Garibaldi. Fu un successo, le sottoscrizioni arrivarono da tutta Italia, e già il 25 aprile, la « Gazzetta del Popolo » pubblicava la notizia della consegna della spada avvenuta all'estero e il ringraziamento dell'eroe.
Passano pochi mesi e già il 18 agosto del 1850 Bottero fu promotore con Felice Govean, con i deputati Bunico, Bottone, Borella e Josti, di una sottoscrizione per erigere un monumento alle leggi Siccardi. L'iniziativa intendeva contrastare la reazione clericale sviluppatesi in Piemonte, sempre a seguito della sconfitta di Novara del 1849 e chiusa il 9 gennaio 1850 con il trattato di pace.
Era successo che il 27 febbraio 1850, il governo aveva presentato alla Camera la legge che aboliva il Foro ecclesiastico e il diritto d'asilo. La legge fu approvata grazie anche al contributo di Camillo Benso, conte di Cavour, al suo esordio in politica.
L'arcivescovo di Torino, monsignor Franzoni, si oppose alla legge tanto da ordinare ai suoi sottoposti di non tenerne conto, e il suo rifiuto a comparire davanti al tribunale ordinario fu la causa che lo portò in galera. A suo favore e in segno di aperto sostegno alla sua azione, fu aperta una sottoscrizione dal giornale « L'Armonia della religione con la civiltà » per offrirgli un bastone pastorale, cosa questa accolta come una provocazione dagli elettori della parte avversa.

Obelisco in ricordo della Legge Siccardi

Alla sottoscrizione della « Gazzetta del Popolo » aderirono decine di migliaia di elettori e 3 anni dopo, il 4 marzo 1853, il monumento veniva inaugurato in Piazza Savoia a Torino. Alla base dell'obelisco sta scritto:

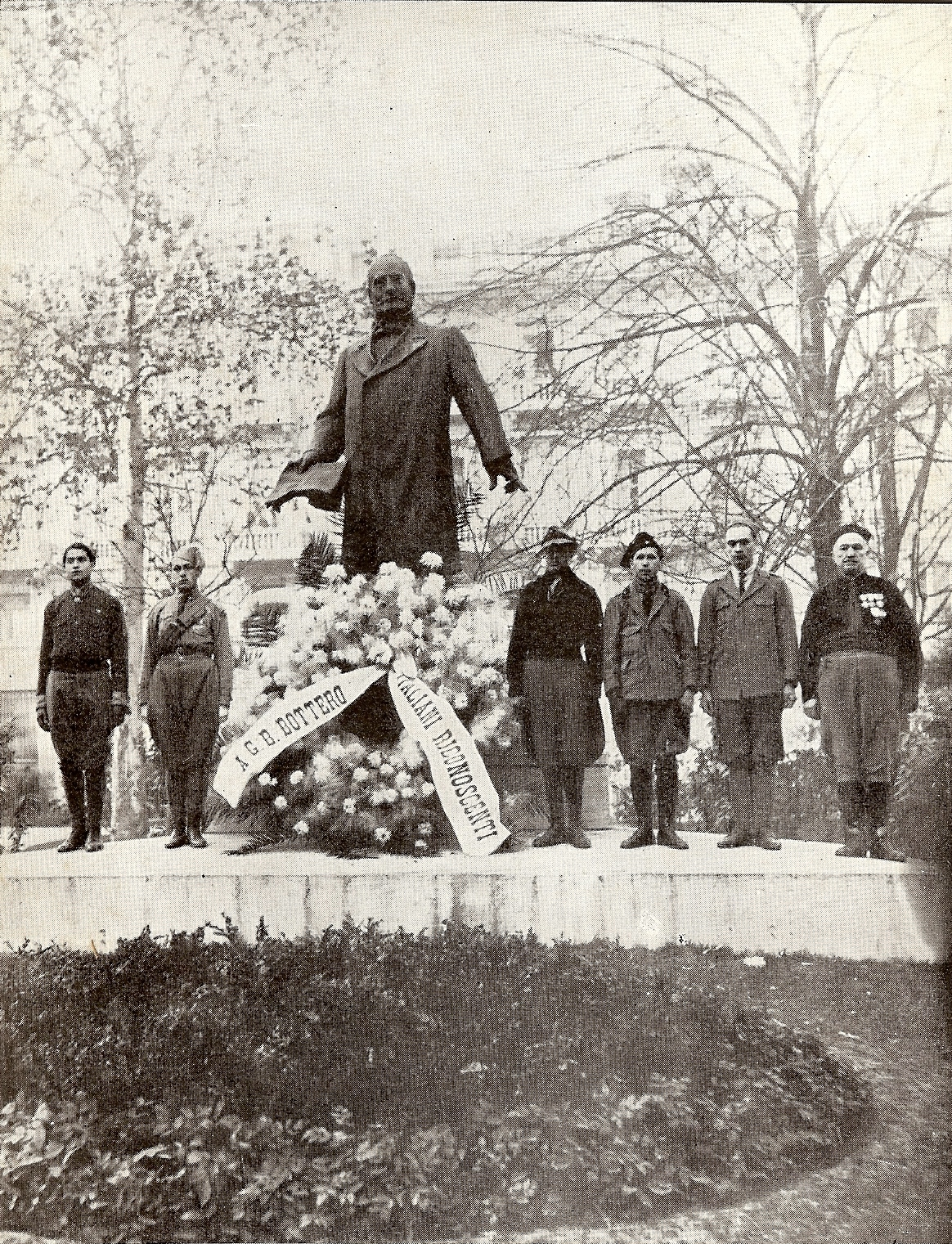
Monumento a Bottero,
Largo IV Marzo, Torino

Questa inaugurazione avvenne in un momento molto delicato della vita civile e difendendo le leggi dello Stato, si contribuì a consolidare nei cittadini il rispetto delle leggi.
Nel 1855, spinto dai suoi sostenitori, Bottero entrò in politica e si presentò nel collegio elettorale di Nizza, lui assente, contro l'avvocato Rossetti, vincendo con 411 voti su 625 votanti. Il 27 giugno 1855 entra nel Parlamento subalpino. Fu sempre rieletto fino al 27 novembre 1870, quando fu battuto al ballottaggio da Quintino Sella, allora ministro delle finanze. In seguito alla decisione di Quintino Sella di optare per il collegio di Cossato, per lui ci fu l'occasione di ripresentarsi candidato e vincere, ma rifiutò per dedicarsi interamente al suo giornale.
Fu direttore del quotidiano dal maggio 1861, quando prese il posto di Govean, fino alla morte, sopraggiunta a 75 anni il 16 novembre 1897. Nel suo testamento lasciò scritto: « Nacqui popolo, vissi popolo e muoio popolo ».
È sepolto nel Cimitero monumentale di Torino.